# 日本とニカラグアの関係
日本とニカラグアの関係（スペイン語: Relaciones Japón-Nicaragua、英語: Japan–Nicaragua relations）では、日本とニカラグアの関係について概説する。

## 両国の比較
|                   | ニカラグア                   | 日本                             | 両国の差                   |
| ----------------- | ---------------------------- | -------------------------------- | -------------------------- |
| 人口              | 654万5502人 （2019年）       | 1億2626万人 （2019年）           | 日本はニカラグアの約19.3倍 |
| 国土面積          | 13万370km²                   | 37万7972 km²                     | 日本はニカラグアの約2.9倍  |
| 首都              | マナグア                     | 東京都                           |                            |
| 最大都市          | マナグア                     | 東京都区部                       |                            |
| 政体              | 共和制                       | （民主制）議院内閣制             |                            |
| 公用語            | スペイン語                   | 日本語（事実上）                 |                            |
| 国教              | なし                         | なし                             |                            |
| GDP（名目）       | 156億7158万米ドル （2022年） | 4兆2564億1076万米ドル （2022年） | 日本はニカラグアの約272倍  |
| 一人当たり名目GDP | 2,255.4米ドル （2022年）     | 34,017.3米ドル （2022年）        | 日本はニカラグアの約15倍   |
| GDP（購買力平価） | 477億8458万米ドル （2022年） | 5兆8621億1629万米ドル （2022年） | 日本はニカラグアの約123倍  |
| 一人当たり実質GDP | 6,877.1米ドル （2022年）     | 46,850.1米ドル （2022年）        | 日本はニカラグアの約6.8倍  |
| 経済成長率        | 3.8%（2022年）               | 1.0%（2022年）                   |                            |
| 軍事費            | 8421万4047米ドル （2022年）  | 459億9209万米ドル（2022年）      | 日本はニカラグアの約546倍  |
| 地図              |                              |                                  |                            |

## 歴史

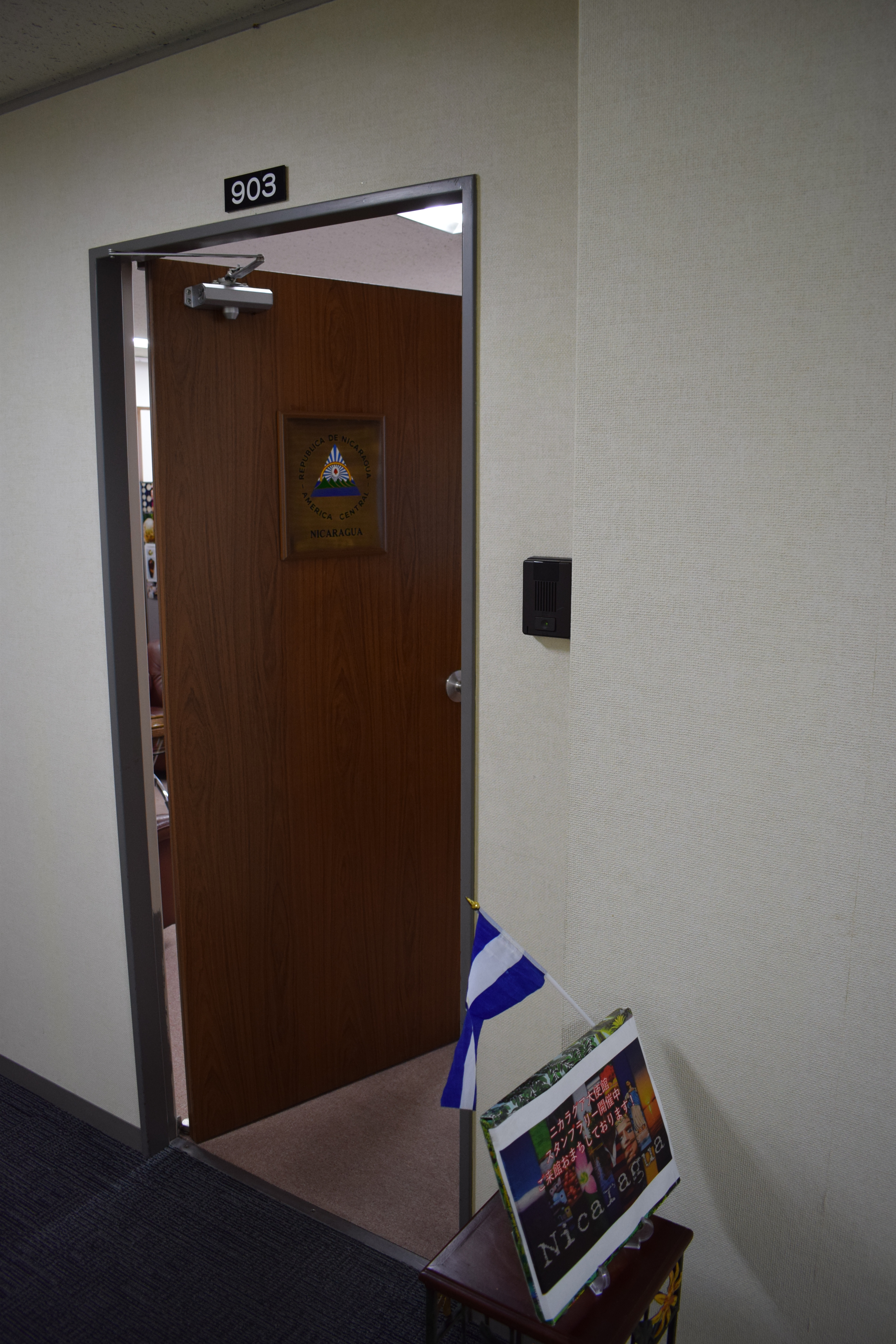
駐日ニカラグア大使館入り口（東京）

1935年2月20日に両国間に外交関係が樹立し、初めて駐ニカラグア特命全権代表（堀義貴公使）が任命されたが、1941年12月からは第二次世界大戦のため外交関係が断絶する。なお、戦間期から戦時中の国交断絶までは、在メキシコ日本帝国公使館が在ニカラグア日本帝国公使館を兼轄していた。戦後の1952年11月に外交関係が再開され、1955年には在ニカラグア日本国公使館が在メキシコ日本国大使館の兼轄として開設。1960年からは在エルサルバドル日本国大使館に兼轄先が移されたが、1962年には公使館は大使館へと昇格し、続く1963年にはマナグアに在ニカラグア日本国大使館の実館が開設され兼轄が解消された。なお、1963年には同時に東京に駐日ニカラグア大使館も開設している。
1970年代以降、ニカラグアは長らく続いていたソモサ一族の独裁体制の終焉やサンディニスタ革命、それに伴うコントラ戦争や東側諸国への接近など情勢不安が相次ぎ、日本との交流深化には至らなかった。しかし、外交関係樹立以来ODAなどを通じて現在まで友好的な関係性が維持されており、21世紀になりニカラグアの情勢も安定すると徐々に交流は活発になり始めている。
2004年6月にボラニョスが訪日した際、捕鯨問題や拉致問題で日本の立場の支持を表明するなど、現状日本にとって友好国である。一方で、中国やロシア、イランなどと接近し強権色を強める大統領ダニエル・オルテガに反発して2018年にはニカラグアで大規模な暴動が起こっており、外務省がそれに深い憂慮を表すなど、日本はニカラグアの情勢を注視している状況にある。

## 要人往来
ニカラグアから日本へは、2000年5月には当時ニカラグア大統領であったアーノルド・アレマンが当時の総理大臣森喜朗と首脳会談を実施し、内戦後や中米を襲ったハリケーン・ミッチに対する日本のニカラグア復興支援について感謝を述べている。その後、2004年6月にはニカラグア大統領エンリケ・ボラニョスが訪日し総理大臣小泉純一郎と首脳会談を実施した。
日本からニカラグアへは、皇室では2005年10月に常陸宮・同妃が訪問した。大臣クラスでは2006年8月に内閣府特命担当大臣（少子化・男女共同参画担当）（当時）の猪口邦子が訪問した。

## 経済支援・貿易

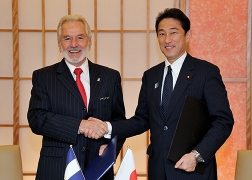
ニカラグアに対する円借款に関する書簡の交換（2013年）

経済的には、日本は2018年までの累計で1300億円以上の援助を行っている。ニカラグアは内戦の影響で中米で最も貧しい国の一つであり、援助内容は多岐にわたる。特に貧困層の削減、低い識字率の改善や不足する教育施設の増設、乳児死亡率の改善、慢性的な栄養不良の改善、ハリケーンや洪水などの災害に対する脆弱性の解消、生活の基幹となる農牧業の推進、上水道設備やごみ処理施設の整備など生活環境分野の改善、民主主義や資本主義を定着させるための制度改革などが行われている。これらにより、日本はアメリカ合衆国、韓国、スイス、スペインなどに次ぐ主要なニカラグア援助国である。
貿易面ではニカラグアの2018年対日貿易は輸出26.61億円に対し輸入62.91億円とニカラグアの赤字で、日本への主要な輸出品目はコーヒーである。日本にとってニカラグアは第九位のコーヒー供給国であり、輸入量は2000年にはわずか534トンに過ぎなかったが2017年には4995トンをニカラグアから輸入するなど、その重要性は年々増加している。

## 文化
文化的な関係としては、日本との国交が成立した2月20日はニカラグアでは「ニカラグア日本友好の日」に制定されているほか、中米大学の敷地内には日本文化教室「絆館」が建設され日本語教育が行われている。また、ニカラグアと日本は野球が人気スポーツであるという共通点が存在し、ニカラグア出身のプロ野球選手も複数存在する。1986年には近鉄バファローズにデビッド・グリーンが所属、2013年には福岡ソフトバンクホークスにビセンテ・パディーヤが所属していた。さらに、ボクシングも両国共通の人気スポーツであり、4階級世界王者のローマン・ゴンサレスが帝拳プロモーションと契約を結び、日本でも度々試合に出場している。

## 外交使節

### 駐日ニカラグア大使
- ホルヘ・ウエソ・カスティージョ（1989年以前[32]～1990年[33]）
- ？？？？（1991～1996年、信任状捧呈は11月2日[34]）
- ？？？？（1996～1997年、信任状捧呈は6月26日[35]）
- ハリー・アグスティン・ボダン・シールズ（1997～2007年、信任状捧呈は5月6日[36]）
- サウル・アラナ・カステジョン（2007～2018年、信任状捧呈は11月2日[37]）
- ロドリゴ・コロネル・キンロッフ（2018～2020年、信任状捧呈は7月11日[38]）
- （臨時代理大使）リカルド・ビバス・コロネル（2020～2021年）
- （臨時代理大使）クラウディア・メルセデス・ペレス・ロペス（2021～2022年）
- （臨時代理大使）サンディ・アナベル・ダビラ・サンドバル（2022年）
- サンディ・アナベル・ダビラ・サンドバル（臨時代理大使と同一人物、2022年～、信任状捧呈は11月17日[39]）